# Enicospilus yamanakai
Enicospilus yamanakai är en stekelart som först beskrevs av Tohru Uchida 1930.  Enicospilus yamanakai ingår i släktet Enicospilus och familjen brokparasitsteklar. Inga underarter finns listade i Catalogue of Life.